# Giovani Lo Celso
Giovani Lo Celso (n. 9 aprilie 1996, Rosario, Provincia Santa Fe, Argentina) este un fotbalist argentinian și italian, care joacă pe post de mijlocaș la Betis în La Liga. Pe plan internațional, are prezențe la națională pentru Argentina U23⁠(d) și Argentina.